# Sigmund Hermann
Sigmund Hermann (* 17. Mai 1959 in Schaan; † 10. November 2014 in Triesen) war ein Radrennfahrer aus Liechtenstein.

## Leben
Sigmund Hermann war Rad-Profi von 1981 bis 1991. Seine grössten Erfolge errang er auf der Bahn. 1984 wurde er gemeinsam mit seinem Bruder Roman Vize-Europameister im Zweier-Mannschaftsfahren sowie Schweizer Meister in dieser Disziplin. Für diese Leistung wurden die Hermanns 1984 zu Liechtensteins Mannschaft des Jahres gewählt. Auch bestritt er 55 Sechstagerennen, einige davon mit seinem Bruder. 1986 gewannen die beiden Sportler die Sechstagerennen von Köln und von Madrid. 1987 wurde er Liechtensteiner Meister im Strassenrennen.
Achtmal startete er bei der Tour de Suisse, jedoch ohne nennenswerten Erfolge. Er fuhr die Tour nur zweimal zu Ende, der 68. Platz 1986 war sein bestes Resultat. Sein letztes Rennen bestritt er im November 1990, als er das Sechstagerennen von Zürich fuhr.
2002 erlitt Hermann einen Schlaganfall und hatte seitdem gesundheitliche Probleme. Am 10. November 2014 starb er im Alter von 55 Jahren nach einem Herzstillstand.

## Familiäres
Sigmund ist der Bruder von Roman Hermann und Peter Hermann, die beide ebenfalls als Radsportler aktiv waren.